# Літинський краєзнавчий музей імені Устима Кармалюка
Літинський краєзнавчий музей імені Устима Кармалюка — районний краєзнавчий музей у смт. Літині, зібрання матеріалів і предметів з природи, археології, історії, зокрема, з повстанського руху на Поділлі у 1813—35 рр. проти національного і соціального гніту під проводом Устима Кармалюка, культури Поділля.   

## Загальні дані

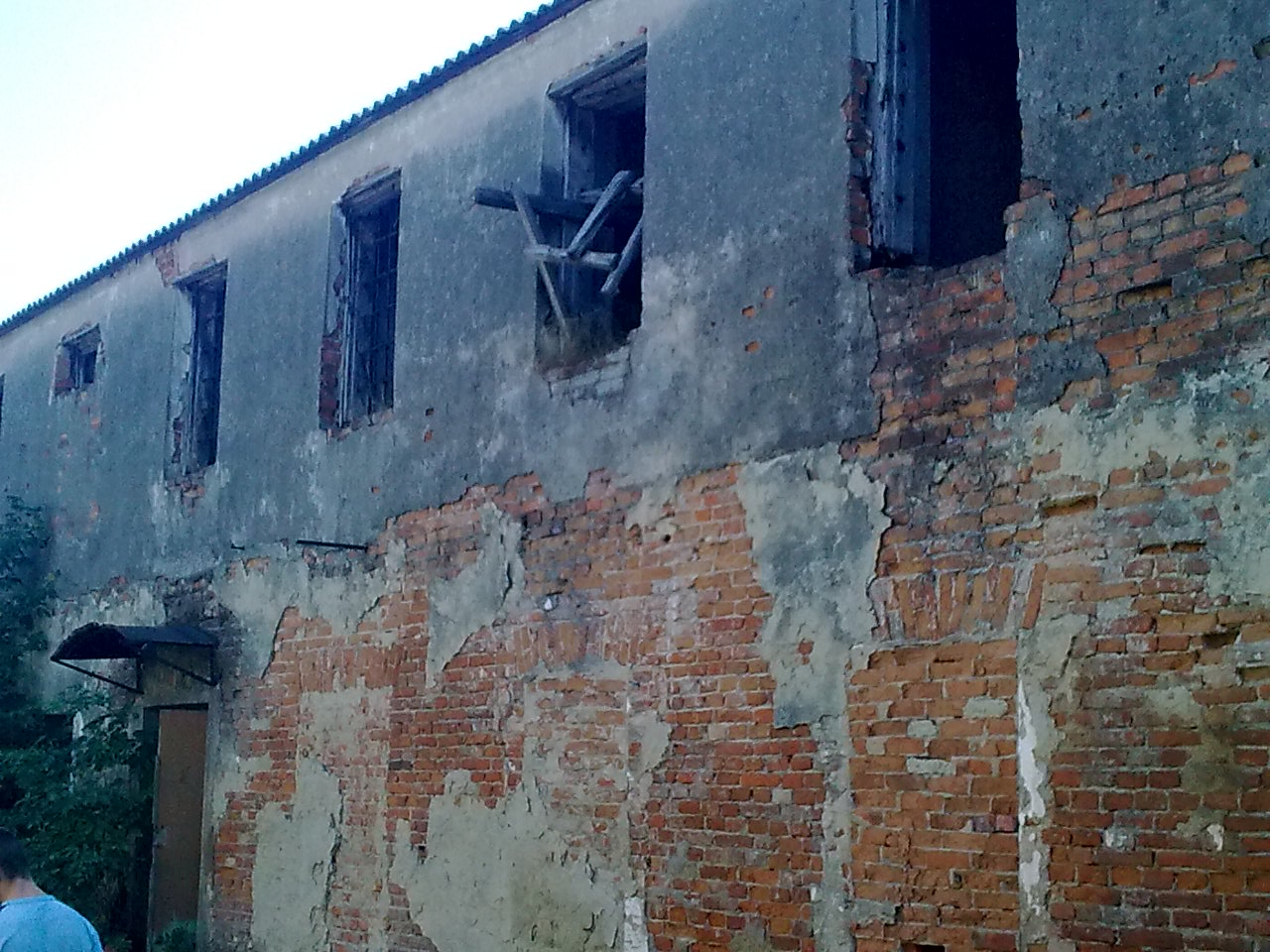
Літинська тюрма

Музей міститься в приміщенні в'їзної брами колишньої Літинської в'язниці. Тривалий час цю фортецю, яка є пам'яткою XVIII — XIX ст.ст., використовували для утримання «державних злочинців, розбишак», зокрема за архівними даними протягом 1813—35 рр. тут тричі був ув'язнений народний месник Устим Кармелюк.  

## З історії музею
У 1979 році Літинським райвиконкомом було прийнято рішення про відкриття краєзнавчого музею на громадських засадах. 
Урочисте відкриття музею відбулося 27 вересня 1980 року. 
13 травня 1993 року, згідно з розпорядженням представника Президента України в районі, музей отримав статус державного. Засновником музею є Літинська районна Рада народних депутатів.

## Експозиція, фонди і діяльність
Колекція Літинського краєзнавчого музею імені Устима Кармалюка нараховує близько 8 000 предметів: 
- природнича експозиція музею (чучела тварин і птахів, гербарії, зразки граніту, торфу, піску та глини) характеризує природу та корисні копалини Літинщини;
- археологічна збірка містить експонати періоду палеоліту, неоліту та енеоліту — зокрема, крем'яні знаряддя праці, а також трипільська кераміка, яка була передана музею археологічною експедицією Вінницького державного педагогічного університету ім. М. Коцюбинського і особисто його викладачем, земляком С. Гусєвим;
- етнографічна колекція представлена знаряддями праці, побутовими речами та одягом селян Літинського повіту XIX — поч. ХХ ст.ст.;
- численні документи, фотографії, речові матеріали розповідають про історію краю — в першу чергу про причини, організацію, розгортання й наслідки повстанського руху на Поділлі у 1813—35 рр. проти національного і соціального гніту під проводом народного героя Устима Кармалюка.

Робітниками музею підготовлені цікаві тематичні екскурсії: «Наш край в давнину», «У.Я. Кармалюк — життя та подвиг», «Підпілля та партизанський рух на Літинщині в роки фашистської окупації», «Людина й природа нашого краю на різних етапах історичного розвитку», «Голод 1932—1933 років на Літинщині» та інші.
Музейним закладом здійснюється значна робота, в т.ч. знайдено чимало цікавих й унікальних пам'яток минулого, причетних до історії Літинщини, які стали цінними експонатами або ж збагатили музейні фонди. 
У музеї постійно проходять виставки творів місцевих митців (наприклад, художників Сніжани Лапінської та Петра Слободянюка), різноманітні тематичні фотовиставки («Літинська земля — гордість ти моя», «Чарівний світ мінералів», «Праця переросла в красу» тощо).